# Cosipara
Cosipara is een geslacht van vlinders van de familie grasmotten (Crambidae), uit de onderfamilie Scopariinae.

## Soorten
- C. chiricahuae Munroe, 1972
- C. delphusa Druce, 1896
- C. modulalis Munroe, 1972
- C. sabura Druce, 1896
- C. smithi Druce, 1896
- C. tricoloralis Dyar, 1904